# Purpuriet
Het mineraal purpuriet is een mangaan-fosfaat met de chemische formule MnPO4.

## Eigenschappen
Het bruinzwarte, donkerrode, maar typisch purpur-paarse purpuriet heeft een doffe glans, een rode streepkleur en het mineraal kent een perfecte splijting volgens de kristalvlakken [100] en [001]. Het kristalstelsel is orthorombisch. Purpuriet heeft een gemiddelde dichtheid van 3,4, de hardheid is 4 tot 5 en het mineraal is niet radioactief.

## Naamgeving
De naam van het mineraal purpuriet is afgeleid van het Latijnse woord purpureus, dat "purpur" betekent.

## Voorkomen
Purpuriet is een fosfaat dat een serie vormt met heterosiet. De typelocatie is de Faires tin mijn, Kings Mount, Gaston county, North Carolina, Verenigde Staten. Het mineraal wordt verder gevonden in Newry, Maine, Verenigde Staten.